# Burmistrzowie Oleśnicy

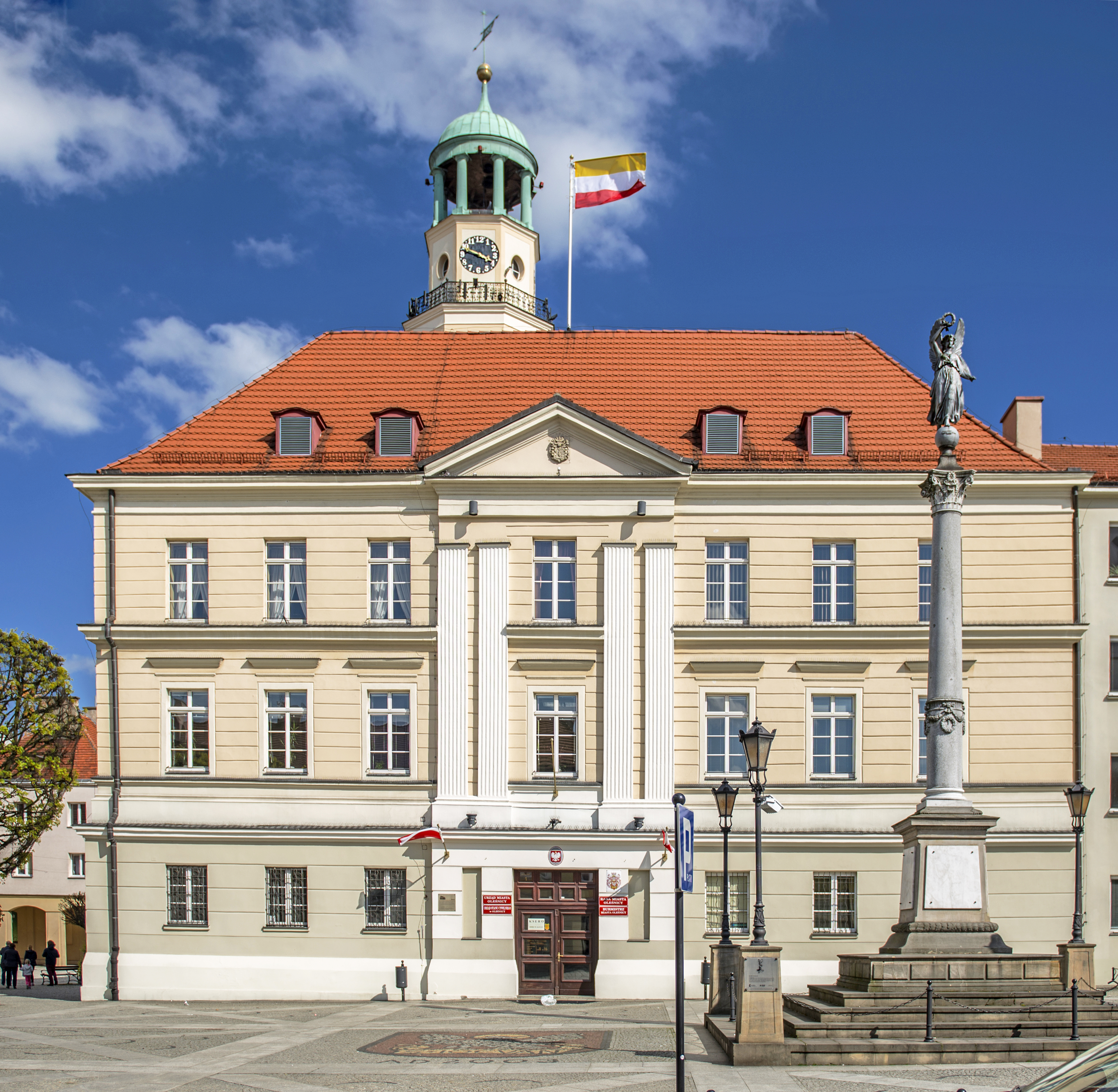
Ratusz w Oleśnicy – historyczna siedziba Burmistrzów Oleśnicy

Burmistrz Oleśnicy (do 1945 Bürgermeister von Oels niem.) – jednoosobowy organ wykonawczy Miasta Oleśnicy. Kieruje on pracą Urzędu Miejskiego w Oleśnicy oraz zarządza Miastem w bieżących sprawach, przygotowuje projekty uchwał Rady Miasta oraz budżetu, a także czuwa nad jego wykonaniem. Wykonuje obowiązki szefa obrony cywilnej. Jest najwyższym przedstawicielem Miasta. Od 2002 r. jest wybierany przez ogół mieszkańców w bezpośrednich wyborach powszechnych.

## Chronologiczny spis Burmistrzów Oleśnicy od 1990 roku
| # | Imię i nazwisko   | Zdjęcie | Daty sprawowania urzędu |
| - | ----------------- | ------- | ----------------------- |
| 1 | Ryszard Zelinka   |         | 1990 – 1994             |
| 2 | Jan Bronś         |         | 1994 – 2014             |
| 3 | Michał Kołaciński |         | 2014 – 2018             |
| 4 | Jan Bronś         |         | 2018-2024               |
| 5 | Adam Horbacz      |         | 2024-2029               |

## Zadania burmistrza Oleśnicy

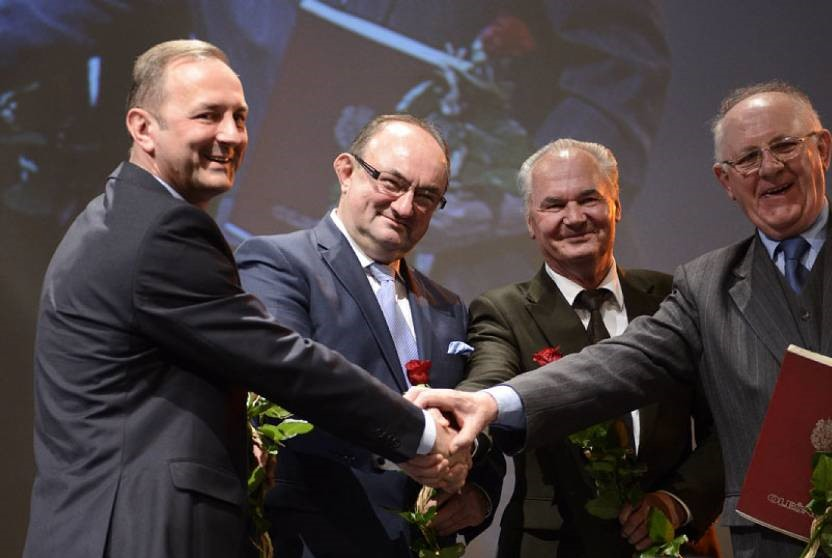
Trzech Burmistrzów Oleśnicy – od lewej Michał Wincenty Kołaciński, Jan Bronś i Ryszard Zelinka oraz pierwszy przewodniczący Rady Miejskiej Janusz Płaneta

Do zadań Burmistrza, zgodnie z § 41 Statutu Miasta Oleśnicy, należy w szczególności:
- 1) przygotowywanie projektów uchwał Rady,
- 2) określanie sposobu wykonywania uchwał,
- 3) gospodarowanie mieniem komunalnym,
- 4) wykonywanie budżetu,
- 5) zatrudnianie i zwalnianie kierowników  jednostek organizacyjnych Miasta.

## Ślubowanie burmistrza Oleśnicy
Zgodnie z § 40 Statutu Miasta Oleśnicy, przed przystąpieniem do wykonywania obowiązków burmistrz składa przed Radą ślubowanie, o następującej treści:  
„Obejmując urząd burmistrza Miasta Oleśnicy, uroczyście ślubuję, że dochowam wierności prawu, a powierzony mi urząd sprawować będę tylko dla dobra publicznego i pomyślności mieszkańców Miasta Oleśnicy”. Ślubowanie może być złożone z dodaniem zdania: „Tak mi dopomóż Bóg”.